# Championnat de Syrie de football 2010-2011
Navigation
Saison 2009-2010 Saison 2011-2012
La saison 2010-2011 du Championnat de Syrie de football est la quarantième édition du championnat de première division en Syrie. Les quatorze meilleurs clubs du pays sont regroupés au sein d'une poule unique où ils s'affrontent deux fois au cours de la saison, à domicile et à l'extérieur. 
En mars 2011, à la suite de la révolte syrienne, la compétition est interrompue et le titre n'est pas décerné en fin de saison. Néanmoins, afin de permettre à la Syrie d'être toujours représentée en Coupe de l'AFC, le vainqueur de la Coupe de Syrie se qualifie directement pour la Coupe de l'AFC tandis qu'un play-off est organisé entre les clubs les mieux placés au classement au moment de l'interruption du championnat pour déterminer le deuxième club qualifié. Du même coup, aucun club n'est relégué et la saison prochaine comptera seize clubs au lieu de quatorze avec la promotion de deux clubs issus de Syrian Second League.

## Les clubs participants
| - Al-Karamah SC - Al Ittihad Alep - Hutteen SC - Promu de D2 - Al Taliya Hama - Al Wahda Damas - Al-Nwa'ir - Tishreen SC | - Al Jazira Damas - Al Majd Damas - Al Shorta Damas - Al Futuwa Deir ez-Zor - Promu de D2 - Al Wathba Homs - Al Jaish Damas - Umayya |

## Compétition

### Classement
Le barème utilisé pour établir le classement est le suivant :
- Victoire : 3 points
- Match nul : 1 point
- Défaite : 0 point

| Rang | Équipe                 | Pts | J  | G | N | P | Bp | Bc | Diff |
| ---- | ---------------------- | --- | -- | - | - | - | -- | -- | ---- |
| 1    | Al Wahda Damas         | 29  | 15 | 8 | 5 | 2 | 24 | 12 | +12  |
| 2    | Al-Karamah SC          | 28  | 15 | 8 | 4 | 3 | 24 | 15 | +9   |
| 3    | Al Jaish DamasT        | 26  | 15 | 8 | 2 | 5 | 17 | 11 | +6   |
| 4    | Al Ittihad AlepC       | 25  | 15 | 7 | 4 | 4 | 21 | 13 | +8   |
| 5    | Al Shorta Damas        | 25  | 15 | 7 | 4 | 4 | 20 | 12 | +8   |
| 6    | Al-Nwa'ir              | 20  | 15 | 4 | 8 | 3 | 16 | 15 | +1   |
| 7    | Tishreen SC            | 20  | 15 | 5 | 5 | 5 | 14 | 15 | -1   |
| 8    | Hutteen SCP            | 20  | 15 | 6 | 2 | 7 | 22 | 28 | -6   |
| 9    | Al Wathba Homs         | 18  | 15 | 4 | 6 | 5 | 18 | 20 | -2   |
| 10   | Al Jazira Damas        | 17  | 15 | 4 | 5 | 6 | 14 | 15 | -1   |
| 11   | Al Futuwa Deir ez-ZorP | 17  | 15 | 5 | 2 | 8 | 15 | 20 | -5   |
| 12   | Umayya                 | 16  | 15 | 4 | 4 | 7 | 13 | 21 | -8   |
| 13   | Al Taliya Hama         | 14  | 15 | 3 | 5 | 7 | 12 | 21 | -9   |
| 14   | Al Majd Damas          | 10  | 15 | 2 | 4 | 9 | 17 | 29 | -12  |

|  | Qualification pour la Coupe de l'AFC 2012                                                                                      |
|  | Qualification pour le barrage pour la Coupe de l'AFC 2012                                                                      |
|  | T : Tenant du titre C : Vainqueur de la Coupe de Syrie P : Promu de deuxième division C2 : Vainqueur de la Coupe de l'AFC 2011 |

### Matchs

#### Barrage pour la Coupe de l'AFC
Initialement prévu pour être disputé par trois clubs (Al Wahda Damas, Al Jaish Damas et Al Shorta Damas), le barrage est organisé en matchs aller-retour entre Al Jaish et Al Shorta à la suite du forfait d'Al Wahda.
| Équipe 1       | Résultat | Équipe 2        | Aller | Retour |
| -------------- | -------- | --------------- | ----- | ------ |
| Al Jaish Damas | 0 - 1    | Al Shorta Damas | 0 - 0 | 0 - 1  |

## Bilan de la saison
| Championnat de Syrie de football 2010-2011                        |                     |
| Champion                                                          | Aucun (xe titre)    |
| Coupes et trophées                                                |                     |
| Vainqueur de la Coupe de Syrie 2010-2011                          | Al Ittihad Alep     |
| Qualifications continentales                                      |                     |
| Coupe de l'AFC 2012                                               | Al Ittihad Alep     |
| Coupe de l'AFC 2012                                               | Al Shorta Damas     |
| Promotions et relégations                                         |                     |
| Promus en Syrian League                                           | Hurriya SC          |
| Promus en Syrian League                                           | Baniyas Refinery SC |
| Relégués en Championnat de Syrie de football de deuxième division | Aucun               |